# DM-01H
ドコモ スマートフォン Disney Mobile on docomo DM-01H（ドコモ スマートフォン ディズニーモバイル オン ドコモ ディーエムゼロイチエイチ）は、シャープによって開発された、NTTドコモの第3.9世代移動通信システム（Xi）・第3世代移動通信システム（FOMA）対応端末である。ドコモ スマートフォン（第2期）のひとつ。

## 概要
SH-02Gの後継機種で、AQUOS Compact SH-02Hをベースに開発された。
今回のテーマは「パーク」で、それぞれ「メインストリート」、「ファンタジーランド」、「トゥモローランド」、「アドベンチャーランド」4つのテーマが用意されている。このうち「トゥモローランド」の『トイ・ストーリー』はDisney Mobile on docomoの端末では初採用となる。
基本的な性能はSH-02Hとほぼ同等で、赤外線通信とPREMIUM 4Gには非対応。
キャッチコピーは「手の中できらめくディズニーパークの世界。」。

## 主な機能
| 主な対応サービス                                                      | 主な対応サービス                                      | 主な対応サービス                     | 主な対応サービス                                                  |
| --------------------------------------------------------------------- | ----------------------------------------------------- | ------------------------------------ | ----------------------------------------------------------------- |
| タッチパネル/加速度センサー                                           | PREMIUM 4G/Xi/FOMAハイスピード/VoLTE                  | Bluetooth                            | DCMX/おサイフケータイ/NFC/かざしてリンク/赤外線/トルカ            |
| ワンセグ/フルセグ/モバキャス                                          | メロディコール                                        | テザリング                           | WiFi IEEE802.11a/b/g/n/ac                                         |
| GPS                                                                   | ドコモメール/電話帳バックアップ                       | デコメール/デコメ絵文字/デコメアニメ | iチャネル                                                         |
| エリアメール/ソフトウェアーアップデート自動更新/生体認証 (指紋／虹彩) | デジタルオーディオプレーヤー(WMA・MP3他)/ハイレゾ音源 | GSM/3Gローミング(WORLD WING)         | フルブラウザ/Flash Player                                         |
| Google Play/dメニュー/dマーケット                                     | Gmail/Google Talk/YouTube/Picasa                      | バーコードリーダ/名刺リーダ          | ドコモ地図ナビ/ドコモ ドライブネット/Google Maps/ストリートビュー |

## 歴史
- 2015年9月30日 - NTTドコモより公式発表。
- 2016年1月29日 - 発売
- 2016年2月10日 - Android 6.0へのバージョンアップ実施を断念（ベースモデルのSH-02Hは実施決定）[4]